# Юные защитники Отечества (музей)
«Юные защитники Отечества» — школьный военно-исторический музей в Мелитополе, Украина.
Музей является центром воспитания школьников города, который способствует патриотическому и духовному развитию личности, привлекает учащихся к поисковой деятельности.

## История и деятельность
Музей создан в октябре 1997 года по инициативе ветерана Великой Отечественной войны Виктора Антоновича Прокопова (1930—2017), ставшего его первым директором, с целью чествования памяти сыновей полков ВОВ, формирования у молодого поколения национально патриотического сознания, пропаганды памятников истории, привлечение молодого поколения к поисковой работе. Находится в городской школе № 7, открытой в 1981 году по адресу ул. Интеркультурная, 400-а. Музей располагает уникальными материалами о военных событиях. С его экспозициями знакомятся не только учащиеся 7-й школы, но и других школ Мелитополя.
Музей имеет отдельное помещение площадью 55 м², его фонд более 400 экспонатов, которые учтены в инвентарной книге. Это преимущественно предметы исторического содержания, собранные в процессе учебной и краеведческо-поисковой работы. Имеется собственная фонокартотека и медиатека. Музей «Юные защитники Отечества» в своей деятельности руководствуется Законом Украины «О музее и музейном деле», нормативными документами Министерства образования Украины и собственным положением о музее — уставом.
В 2007 году отмечалось десятилетие создания музея За этот период в нём побывало более 11000 посетителей, а музейными экскурсоводами осуществлено более 3000 экскурсий. Одной из главных тематических экскурсий является «Сыновья полков Украины и города Мелитополя»..

### Первый директор музея
Виктор Антонович Прокопов сам был сыном полка — в сентябре 1941 года одиннадцатитилетний мальчик стал солдатом и прошёл дорогами войны, освобождая Кавказ, Крым, Германию. Был награждён орденом Отечественной войны, медалями «За Отвагу», «За боевые заслуги» и другими. Став педагогом и воспитателем молодого поколения, впоследствии был почётным директором музея. Умер 16 марта 2017 года.